# Гассі-Ба-Хаму
Гассі-Ба-Хаму – газове родовище в центральній частині алжирської Сахари, в басейні Гурара.

## Загальна інформація
Родовище Гассі-Ба-Хаму виявили ще в 1965 році, проте тоді його віднесли до некомерційних відкриттів. В середині 2000-х узялись за дорозвідку, при цьому спершу в 2005-му алжирський державний концерн Sonatrach пробурив тут оціночну свердловину HBH-3, а в 2007 – 2008 роках бурову кампанію провів консорціум за участі іноземних інвесторів Gulf Keystone та BG Group (мали 38,25% та 36,75% участі, тоді як 25% залишалось за Sonatrach). Були споруджені успішні оціночні свердловини HBH-4, HBH-5 (досягнула глибини у 928 метрів та показала на тестуванні приплив у 0,27 млн м3 на добу) та HBH-6 (показала на тестуванні результат у 0,37 млн м3 на добу). Також кампанія включала розвідувальну свердловину RM-1, що виявила родовище Рег-Муадед та показала на тестуванні приплив 0,09 млн м3, невдалу оціночну свердловину RM-2 (потрапила у водонасичений резервуар) та розвідувальну свердловину HBHN-1 на структурі Гассі-Ба-Хаму-Північ, яка не знайшла промислових обсягів газу.
Поклади вуглеводнів пов’язані із пісковиками девону.
Видобувні запаси проекту первісно оцінили у 10,7 млрд м3 газу.

## Розробка
Втім, розміри відкриття не зацікавили інвесторів, які відмовились від подальшої участі в проекті, так що розробкою опікується лише Sonatrach.
Видобуток стартував в 2023 році. До складу облаштування родовищ входить установка підготовки, розрахована на прийом 4,5 (за іншими даними – 6) млн м3 газу на добу.
Видача продукції відбувається по трубопроводу Гассі-Ба-Хаму – GR7.